# Philip Franklin
Philippe Franklin (5 octobre 1898 - 27 janvier 1965) est un mathématicien et professeur américain dont les travaux sont principalement axés sur l'analyse.

## Biographie
Il obtient un BS en 1918 du City College de New York (qui lui décerne ensuite sa médaille Townsend Harris pour l'ancien élève qui a obtenu une distinction notable de troisième cycle). Il obtient sa maîtrise en 1920 et son doctorat en 1921, tous deux de l'Université de Princeton. Sa thèse, The Four Color Problem, est dirigée par Oswald Veblen. Après avoir enseigné pendant un an à Princeton et deux ans à l'Université Harvard (en tant qu'instructeur Benjamin Peirce), Franklin rejoint le département de mathématiques du Massachusetts Institute of Technology, où il reste jusqu'à sa retraite en 1964.
En 1922, Franklin donne la première preuve que tous les graphes planaires avec au plus 25 sommets peuvent être coloré avec quatre couleurs.
En 1928, Franklin donne la première description d'une base orthonormée pour L ²([0,1]) constituée de fonctions continues (maintenant connu sous le nom de « système de Franklin »).
En 1934, il réfute la conjecture de Heawood pour la bouteille de Klein en montrant que toute carte dessinée sur la bouteille de Klein peut être colorée avec au plus six couleurs. Un exemple qui montre que six couleurs peuvent être nécessaires est le Graphe cubique à 12 sommets maintenant connu sous le nom de graphe de Franklin.
Franklin travaille également avec Jay Wright Forrester sur le projet Whirlwind à l'Office of Naval Research (ONR).
Franklin est rédacteur en chef du MIT Journal of Mathematics and Physics à partir de 1929. En 1940, son manuel complet A Treatise on Advanced Calculus est publié pour la première fois.
Franklin est marié à Constance, la sœur de Norbert Wiener. Václav E. Beneš (en) est leur gendre.